# Tsekani
Tsekani ou Tchekane est une localité du Cameroun, située dans l'arrondissement de Bafia, le département du Mbam-et-Inoubou et la Région du Centre.

## Population
En 1966, Tsekani comptait 1 014 habitants, principalement des Bafia. Lors du recensement de 2005, on a dénombré 1 779 personnes.